# Obóz pracy przymusowej w Sandomierzu
Obóz pracy przymusowej w Sandomierzu (niem. Zwangsarbeitslager für Juden in Sandomierz) – obóz pracy przymusowej w Sandomierzu na terenie Generalnego Gubernatorstwa.
Istniał od października 1942 do stycznia 1944. Był przeznaczony dla kobiet i mężczyzn narodowości żydowskiej.